# Кришка люка
Кришка люка (англ. manhole cover) — верхня округла частина люка оглядового колодязя. До складу люка входить часто декорована малюнком власне кришка (ля́да) та основа, в пази якої щільно заходить кришка. Кришки каналізаційних люків, які використовують на дорожньому полотні мають відповідати стандарту C250, зазвичай мають велику вагу або замок, щоб вони не могли бути зрушені з ободу люка навіть при сильному автомобільному русі від випадкового відкриття вакуумом що створюється під автівкою на великій швидкості, або вибиті колесом.

## Види

### За формою
- Круглі
- Прямокутні
- Овальні

### За функцією
- Захисні, в тому числі такі, які можуть додатково замикатись
- Дренажні, такі які мають отвори, та часто є кришками дощоприймачів

### За матеріалом
- Металеві (чавунні), в тому числі такі, що мають закурки для заповнення
- Полімер-залізобетонні
- Гумові
- Пластикові

### За зовнішнім маркуванням
Кришки люків можуть містити для зручності в обслуговуванні великі літери, які символізують тип оглядового колодязя
- Водопостачання — «ГВ» (рос. городской водопровод), «В», «ВД»
- Для каналізації — «КК» (каналізаційний колодязь), або «К» (каналізація)
- Пожежних гідрантів — «Г», «ПГ»
- Дощова каналізація — «Д» (дренаж)
- Кабельної каналізації — «ГТС» (рос. городская телефонная сеть), або інколи «Т»

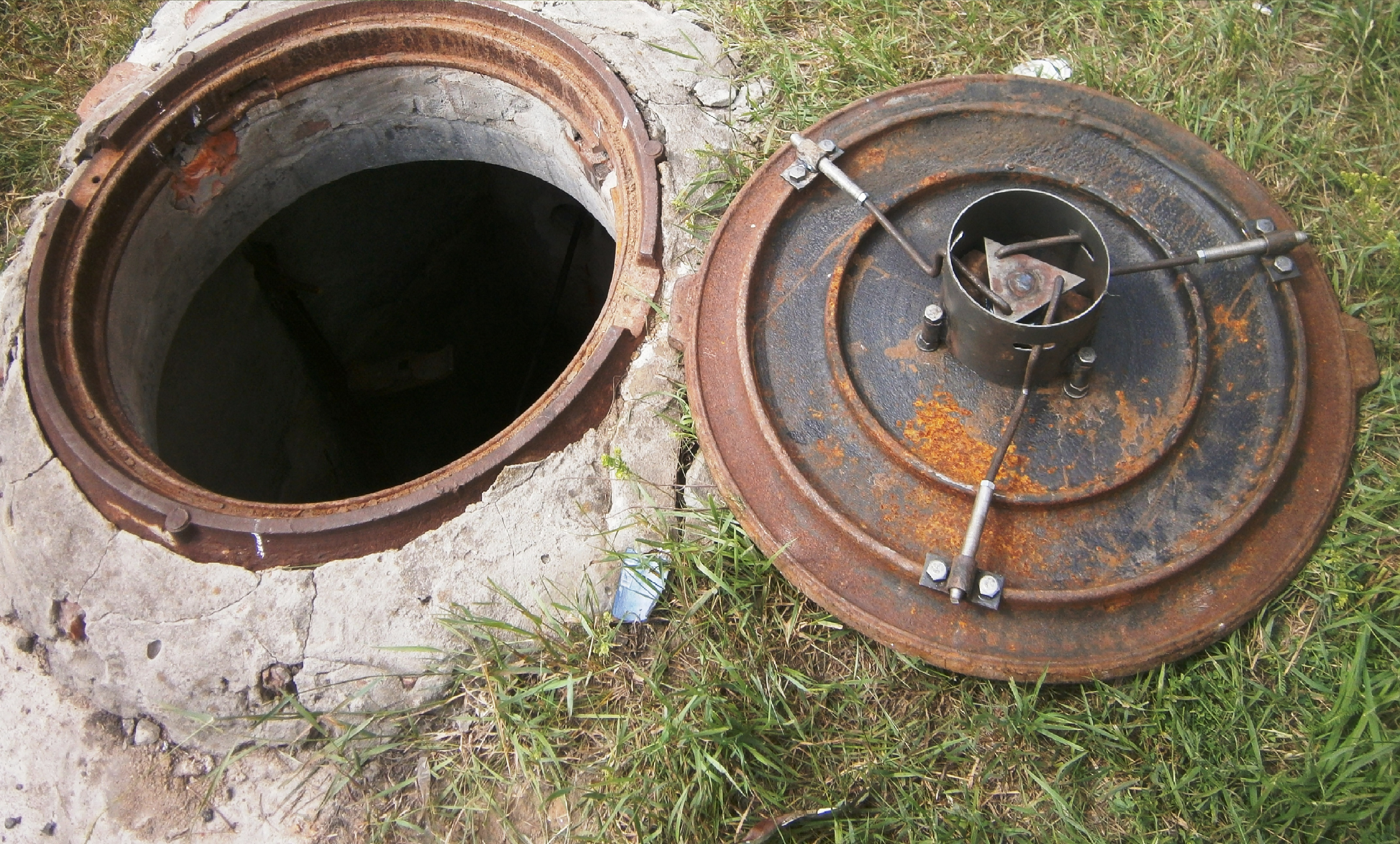
Люк із запірним пристроєм.

Люки можуть замикати на замок від несанкціонованого доступу.

## Відкриті люки
Відкриті або привідкриті кришки люків в оглядовому колодязі становлять небезпеку для пішоходів, особливо дітей. Часто, джерелом небезпеки є колодязь не на тротуарі, а на газонах, де через високорослу траву його не видно, або присипаний снігом люк. Провалювання в колодязь може бути також через невідповідно підібрану кришку люка, через невдалі конструкції деяких типів легких кришок для кабельної каналізації, які можуть самостійно відкриватись, коли на них наступити збоку, чи при наїзді колесом. Не менш важливою проблемою є падіння в колодязь тварин, які там з часом гинуть; діти часто намагаються врятувати впалих тварин піддаючись серйозним ризикам.